# (72021) Yisunji
(72021) Yisunji (2000 XJ15) – planetoida z grupy pasa głównego asteroid okrążająca Słońce w ciągu 3,64 lat w średniej odległości 2,36 au. Odkryta 4 grudnia 2000 roku.